# Le Sport
Le Sport var en svensk popgrupp som först hette Eurosport, men tvingades byta namn av juridiska skäl. Bandet bestod av Fredrik Hellström och Örjan Lindbeck. 
Debuten kom vintern 2004 då det släpptes fyra MP3:or på gruppens webbplats. Låten Your brother is my only hope började spelas i P3 Pop. Efter ett inslag i P3 Pop blev Le Sport kontrakterade på bolaget Songs I Wish I Had Written. I maj, samtidigt som deras första EP Tell No One About Tonight gavs ut, gjorde bandet sin livedebut på klubben Natten Är Vacker i Hägersten..
Deras mest kända låt är Tell no one about tonight som också finns på fullängdsalbumet Euro Deluxe Dance Party. Alla låtar på debutalbumet finns för-rippade som MP3-filer på CD:n. Både gruppen själva och deras skivbolag gjorde på sina respektive hemsidor en stor mängd låtar och några videor tillgängliga för gratis nedladdning.
Efter två års existens upplöstes bandet i september 2006 enligt gruppens dåvarande hemsida. I december 2009 fram till sommaren 2010 återuppstod bandet kortvarigt. De släppte ytterligare några låtar och videor via sin hemsida samt genomförde den 3 juni 2010 en konsert under den elektroniska musikfestivalen F.A.D.E Festival i den spanska staden Cellera de Ter.

## Diskografi
- 2005 - Eurosport (EP)
- 2005 - Tell No One About Tonight (EP)
- 2005 - I Comes Before U/Business Girls (EP)
- 2005 - Your Brother Is My Only Hope (Singel)
- 2006 - It's Not The End Of The World (EP)
- 2006 - Euro Deluxe Dance Party